# Toledot
Toledot, Toldot, ou Tol'dot (hébreu : תולדות pour "lignage" ou "[histoire des] engendrements") est la sixième parasha (section hebdomadaire) du cycle annuel juif de lecture de la Torah.
Elle est constituée de Genèse 25:19–28:9.
Les Juifs de la Diaspora la lisent le sixième Shabbat après Sim'hat Torah, généralement en fin novembre ou début décembre.

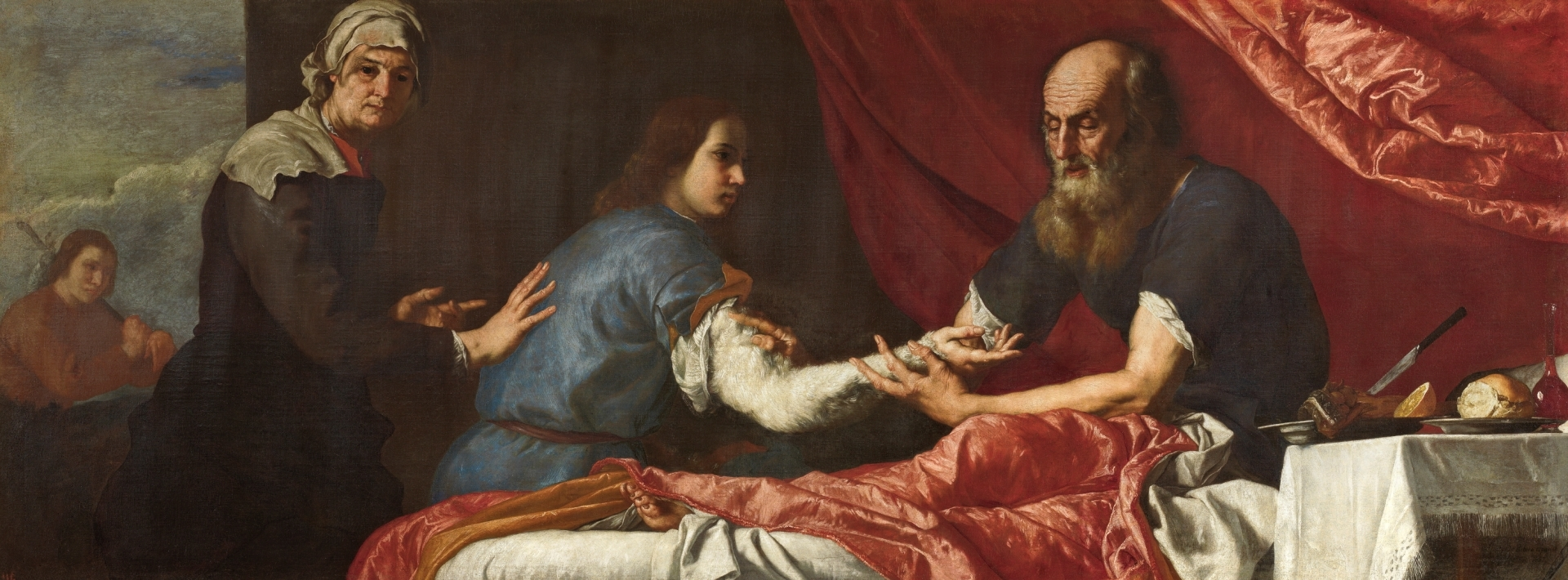
Isaac bénissant Jacob, peint par José de Ribera

## Résumé
Après une période d'infertilité, Rebecca est enceinte de jumeaux, qui se battent en son sein; il lui est prophétisé qu'il en sera ainsi durant leur vie, et après leur mort à travers les peuples auxquels ils auront donné naissance. Le premier-né, Esaü est un chasseur et a la préférence de son père parce qu'il le nourrit, tandis que le second, Jacob, est un homme simple qui reste dans les tentes. Un jour qu'Esaü revient de la chasse affamé, il aperçoit Jacob cuisant un plat de lentilles, et les échange contre le droit d'aînesse.
Une nouvelle famine survient, et Isaac doit planter sa tente chez les Philistins. Le pacte est renouvelé et Isaac s'installe à Beer Sheva. Esaü épouse des filles du pays, au déplaisir de ses parents.
Isaac, sentant que sa fin est proche, veut bénir Esaü, mais Jacob, bénéficiant de l'appui de Rebecca, profite de sa cécité pour prendre la place de son frère et recevoir la bénédiction paternelle. Ceci provoque la colère d'Esaü qui projette de tuer Jacob. Celui-ci fuit alors chez Laban, le frère de Rebecca.

### Divisions de la parasha lors de la lecture synagogale du sabbath
La lecture de la parasha à la synagogue le sabbath est traditionnellement divisée en sept sections, pour lesquelles un membre différent de la congrégation est appelé à lire. La première lecture, le rishon, échoit traditionnellement à un cohen, la seconde, appelée sheni, à un levi, les suivantes à un israël (ni cohen ni levi). La septième section comporte une sous-section, le maftir, qui est lu par la personne qui lira ensuite la haftara.
Les sections de la parashat Toledot sont:
- rishon:
- sheni:
- shlishi:
- revi'i:
- hamishi
- shishi:
- shevi'i: 
  - maftir:

### Divisions de la parasha lors de la lecture synagogale du lundi et du jeudi
Une lecture publique de la parasha fut instaurée par Ezra le Scribe le lundi et le jeudi à la synagogue. Cette lecture, sensiblement plus courte, ne comprend que trois sections, la première réservée au cohen, la seconde au levi, la troisième à un israël
- Section du cohen: Bereshit[3]
- Section du levi: Bereshit[3]
- Section de l'israël: Bereshit[3]

### Maqam
Un maqam est un système de modes musicaux utilisé dans la musique arabe mélodique classique. Les juifs originaires des pays orientaux (Afrique du Nord, Syrie) s'en sont inspirés, et adaptent la mélodie de la liturgie du Shabbat en fonction du contenu de la parasha de cette semaine. Ils emploient 10 maqam différents, possédant chacun son usage propre.
Le maqam utilisé lors du sabbath au cours duquel on lit la parashat Lekh Lekha est le Maqam Maahor (« cœur brisé »), ici, celui de Esaü.

## Toledot dans la tradition rabbinique
Un midrash cite Gn 26,1 comme preuve qu'il y a double réjouissance lorsqu'un juste est le fils d'un juste (Bereshit Rabba 63:1.)  La Mishna et la Tosefta déduisent de Gn 26,5 qu'Abraham observa l'entièreté de la Torah avant même qu'elle ne fut révélée (Mishna Kiddoushin 4:14; Tosefta Kiddoushin 5:21.)
La Tosefta déduit du contraste entre l'abondance mentionnée dans Gn 24,1 et la famine indiquée dans Gn 26,1 que Dieu donna aux gens à manger, à boire et un aperçu du monde à venir tant que le juste Abraham était vivant, afin qu'ils mesurent l'étendue de leur perte à sa mort (Tosefta Sota 10:5.) Elle enseigne aussi que lorsqu'Abraham vivait, les puits vrombissaient d'eau, mais les Philistins les remplirent de terre (comme relaté dans Gn 26,15), car après la mort d'Abraham, ils ne regorgeaient plus d'eau, et auraient posé un danger pour les voyageurs si les Philistins ne les avaient pas bouchés. Cependant, lorsqu'Isaac vint, les puits débordèrent à nouveau d'eau (comme indiqué dans Gn 26,18–19) et il y eut de nouveau abondance (comme mentionné dans Gn 26,12.)  (Tosefta Sota 10:6.)  
Rabbi Dostaï ben Yannaï a dit au nom de Rabbi Meïr que lorsque Dieu dit à Isaac qu'Il le bénirait en faveur d'Abraham (Gn 26,24), Isaac interpréta qu'on ne gagne de bénédiction que via ses actions, et il se leva et cultiva, comme il est écrit dans Gn 26,12. (Tosefta Berakhot 6:8.)
Rabbi Yehouda ben Pazi interpréta la bénédiction d'Isaac à Jacob (à propos de la rosée de Gn 27,28) comme ne faisant que passer à son fils ce que Dieu avait accompli en tout temps pour Abraham (Yeroushalmi Berakhot 55b.)  Et Rabbi Ishmaël déduit de la malédiction d'Isaac à l'encontre de ceux qui maudissent Jacob, et de la bénédiction pour ceux qui bénissent Jacob (Gn 27,29) que les Juifs n'ont pas besoin de répondre à ceux qui les maudissent ou bénissent, car la Torah a déjà décrété la réponse. (Yeroushalmi Berakhot 85b.)

## Commandements
La Torah comporte, selon la tradition rabbinique, 613 prescriptions. Différents sages ont tenté d'en établir un relevé dans le texte biblique.
Selon deux de ces computs les plus célèbres, le Sefer Hamitzvot et le Sefer HaHinoukh, la parashat Toledot ne comporte aucun commandement.

## Haftara
La haftara est une portion des livres des Neviim ("Les Prophètes") qui est lue publiquement à la synagogue après la lecture de la Torah. Elle présente généralement un lien thématique avec la parasha qui l'a précédée. 
La haftara pour la parashat Toledot est:
- pour les Ashkénazes et les Sépharades: Malachie 1:1–2:7
- pour les Karaïtes: Isaïe 65:23–66:18